# Шведська королівська академія історії літератури і старожитностей

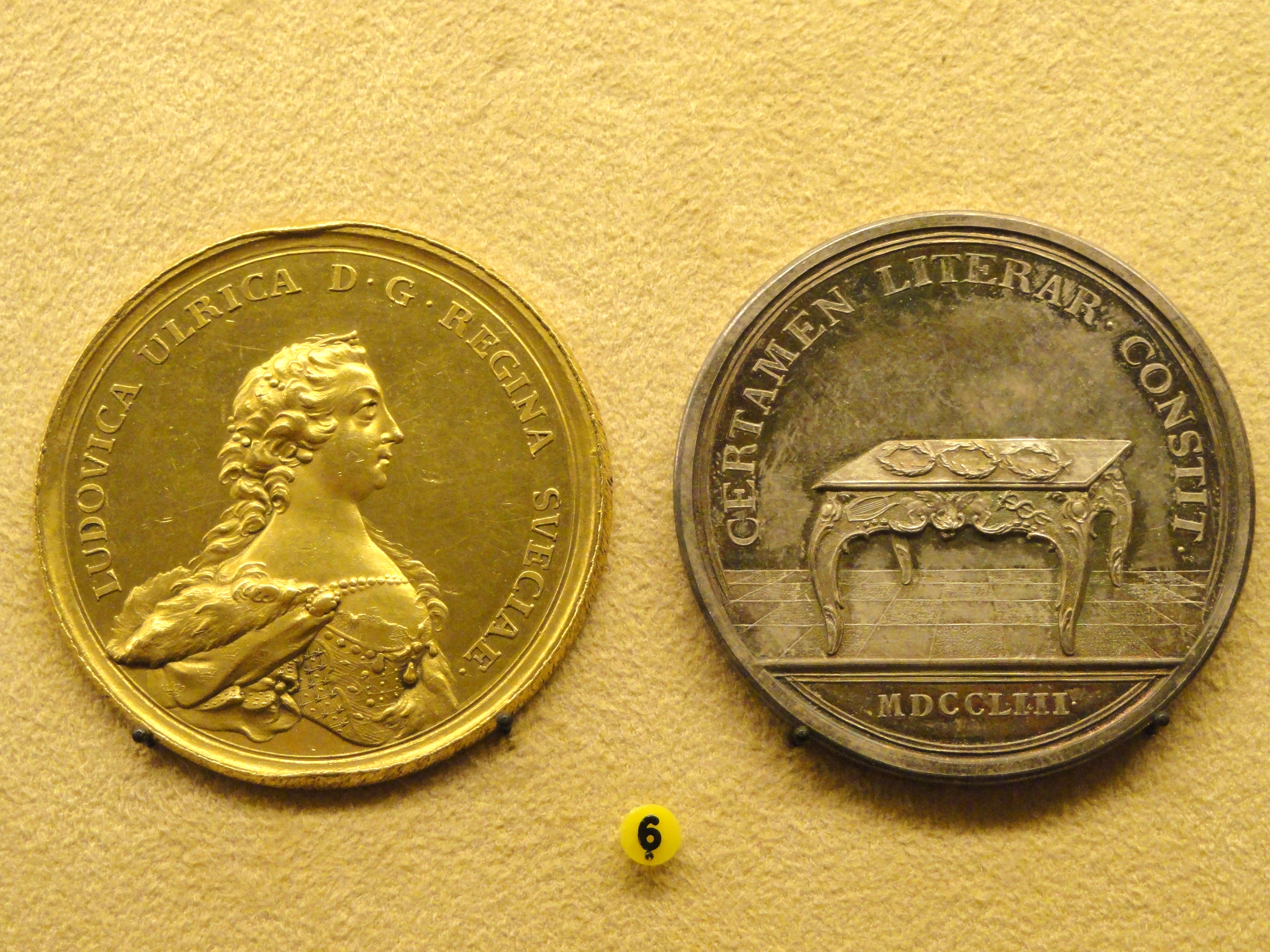
Медаль на честь заснування Академії в 1753 році.

Шве́дська королі́вська акаде́мія істо́рії літерату́ри і старожи́тностей (швед. Kungliga Vitterhets Historie och Antikvitets Akademien, у поточному вжитку також швед. Kungliga Vitterhetsakademien) — одна з шведських королівських академій.

## Загальні відомості
20 березня 1753 року королева Швеції Луїза Ульріка Прусська заснувала Шведську королівську академію історії літератури і старожитностей. Тоді цей заклад називався Королівською шведською академією словесності й був відповідником заснованої 1739 року Академії наук. Сучасну назву дістав у 1786-му, коли Ґустав ІІІ реорганізував його й того ж року заснував Шведську академію. Шведська королівська академія історії літератури і старожитностей розташована в будинку Реттіґа (будинок № 3 на вулиці Віллаґатан у Стокгольмі).
Поле діяльності Академії розширювалось — аж до охоплення всієї гуманістичної царини загалом. Мета — «сприяти дослідженням та іншим видам роботи в гуманістичних, теологічних, правових і суспільно-політичних дисциплінах, а також збереженню середовища культури». На практиці це означає передусім виділення матеріальної допомоги й провадження жвавої публіцистичної діяльності. З-поміж видань Академії виділяється журнал Fornvännen. На прохання уряду чи органу державної влади або ж із власної ініціативи, Академія висловлюється в питаннях, що стосуються її діяльності.
Академія володіє і управляє Шернсундським замком, Сконським замком, селом Стенше у Смоланді, а також селом Боргс на острові Еланд.
Бібліотека Академії підлягає Державній раді збереження культурних пам'яток і є науковою спеціалізованою установою, відкритою для масового читача.

## Структура і засади
До тридцяти робочих членів Академії налічується в історично-антикварному відділі й стільки ж — у філософсько-філологічному. Є також близько десяти почесних членів. Число закордонних і вітчизняних членів-кореспондентів не обмежене. Коли робочий член доживає до 70 років, тоді він стає емеритованим, а на його місце вибирають когось іншого. Таким чином, в Академії є близько ста членів.

## Нагороди
Зазвичай в Академії присуджують дипломи, премії, медалі та інші відзнаки на її урочистих зборах, які відбуваються щороку 20 березня. Це, зокрема, Премія Ґада Раусінґа за видатні дослідження в гуманістичній галузі, Премія Анн-Керсті й Карла-Гакона Свенсонів і Премія Реттіґа. Академія нагороджує також Академічною медаллю Ґустафа Адольфа (з участю короля Швеції), Академічною золотою медаллю за заслуги, Академічним золотим жетоном, Антикваріатською срібною медаллю та Писемною срібною медаллю.